# Saison 2022-2023 de l'En avant Guingamp
Maillots
Chronologie
Saison précédente Saison suivante
La saison 2022-2023 de l'En avant de Guingamp, club de football français, voit le club évoluer en Ligue 2 pour la trente-deuxième fois de son histoire, après sa sixième place obtenue lors de la saison 2021-2022.
L'équipe évolue pour la quatrième saison consécutive en Ligue 2 depuis sa relégation à l'issue de la saison 2018-2019. Elle est dirigée par Stéphane Dumont, en place depuis mai 2021.

## Effectif

### Transferts

#### Mercato estival
Le mercato estival est marqué par le départ en fin de contrat du maître à jouer et capitaine de l'équipe sur les dernières saisons, Youssouf M'Changama, qui rejoint la Ligue 1 après y avoir été fortement courtisé. Il est suivi par les deux attaquants phares de l'EAG ces dernières saisons, Yannick Gomis et Frantzdy Pierrot, qui rejoignent respectivement Chypre et Israël. Du côté du staff, l'entraîneur des gardiens quitte le club et rejoint le FC Lorient après quinze années passées à ce poste dans les Côtes d'Armor.
| Nom                 | Nationalité | Poste             | Type de transfert | Provenance/Destination | Division                  |
| ------------------- | ----------- | ----------------- | ----------------- | ---------------------- | ------------------------- |
| Arrivées            |             |                   |                   |                        |                           |
| Gaëtan Courtet      | France      | Attaquant         | Transfert         | AC Ajaccio             | Ligue 2                   |
| Jules Gaudin        | France      | Milieu de terrain | Retour de prêt    | FC Bastia-Borgo        | National 2                |
| Donatien Gomis      | France      | Défenseur         | Transfert         | US Concarneau          | National                  |
| Baptiste Guillaume  | Belgique    | Attaquant         | Transfert         | Valenciennes FC        | Ligue 2                   |
| Dylan Louiserre     | France      | Milieu de terrain | Signature libre   | Chamois niortais FC    | Ligue 2                   |
| Vincent Manceau     | France      | Défenseur         | Signature libre   | Angers SCO             | Ligue 1                   |
| Sikou Niakaté       | France      | Défenseur         | Retour de prêt    | FC Metz                | Ligue 1                   |
| Ervin Taha          | France      | Attaquant         | Retour de prêt    | US Créteil Lusitanos   | National 2                |
| Warren Tchimbembé   | France      | Milieu de terrain | Prêt              | FC Metz                | Ligue 2                   |
| Départs             |             |                   |                   |                        |                           |
| Charles Abi         | France      | Attaquant         | Fin du prêt       | AS Saint-Étienne       | Ligue 2                   |
| El Hadji Ba         | France      | Milieu de terrain | Fin de contrat    | Apollon Limassol FC    | Pancypriot First Division |
| Hugo Barbet         | France      | Gardien           | Prêt              | FC Bastia-Borgo        | National 2                |
| Yohan Bilingi       | France      | Défenseur         | Fin de contrat,   | USL Dunkerque          | National                  |
| Louis Carnot        | France      | Milieu de terrain | Fin de contrat    | -                      | -                         |
| Yoann Cathline      | France      | Attaquant         | Transfert         | FC Lorient             | Ligue 1                   |
| Yannick Gomis       | Sénégal     | Attaquant         | Transfert         | Aris Limassol FC       | Pancypriot First Division |
| Théo Le Normand     | France      | Milieu de terrain | Prêt              | US Avranches MSM       | National                  |
| Youssouf M'Changama | Comores     | Milieu de terrain | Fin de contrat,   | AJ Auxerre             | Ligue 1                   |
| Sikou Niakaté       | France      | Défenseur         | Prêt avec OA      | SC Braga               | Primeira Liga             |
| Matthias Phaëton    | France      | Attaquant         | Transfert         | Grenoble Foot 38       | Ligue 2                   |
| Frantzdy Pierrot    | Haïti       | Attaquant         | Transfert         | Maccabi Haïfa FC       | Ligat Ha`Al               |
| Ervin Taha          | France      | Attaquant         | Contrat résilié   | AS Nancy Lorraine      | National                  |

#### Mercato hivernal
| Nom               | Nationalité | Poste             | Type de transfert | Provenance/Destination     | Division       |
| ----------------- | ----------- | ----------------- | ----------------- | -------------------------- | -------------- |
| Arrivées          |             |                   |                   |                            |                |
| Amine El Ouazzani | Maroc       | Attaquant         | Transfert         | FB Bourg-Péronnas 01       | National       |
| Théo Le Normand   | France      | Milieu de terrain | Retour de prêt    | US Avranches MSM           | National       |
| Loïc Mbe Soh      | France      | Défenseur         | Prêt              | Nottingham Forest FC       | Premier League |
| Départs           |             |                   |                   |                            |                |
| Mehdi Baaloudj    | Algérie     | Attaquant         | Prêt              | FC Martigues               | National       |
| Hady Camara       | France      | Défenseur         | Prêt              | FC Annecy                  | Ligue 2        |
| Arthur Vitelli    | France      | Défenseur         | Prêt              | Podbeskidzie Bielsko-Biała | I liga         |

### Effectif professionnel
Le tableau ci-dessous recense l'effectif professionnel de l'En avant de Guingamp pour la saison 2022-2023.

## Saison

### Matchs amicaux

#### Pré-saison
Comme pour la saison précédente, le calendrier des matchs amicaux en préparation de la nouvelle saison en Ligue 2 est dévoilé mi-juin par le club.

### Championnat

#### Rencontres aller

##### Journées 1 à 5
| Entraîneur :    |
| Stéphane Dumont |

| Entraîneur :  |
| Didier Tholot |

| Entraîneur :    |
| Stéphane Dumont |

| Entraîneur :  |
| Didier Tholot |

| Entraîneur :     |
| Olivier Frapolli |

| Entraîneur :    |
| Stéphane Dumont |

| Entraîneur :     |
| Olivier Frapolli |

| Entraîneur :    |
| Stéphane Dumont |

| Entraîneur :    |
| Stéphane Dumont |

| Entraîneur :   |
| Thierry Laurey |

| Entraîneur :    |
| Stéphane Dumont |

| Entraîneur :   |
| Thierry Laurey |

| Entraîneur :    |
| Stéphane Moulin |

| Entraîneur :    |
| Stéphane Dumont |

| Entraîneur :    |
| Stéphane Moulin |

| Entraîneur :    |
| Stéphane Dumont |

| Entraîneur : |
| David Guion  |

| Entraîneur :    |
| Stéphane Dumont |

| Entraîneur : |
| David Guion  |

| Entraîneur :    |
| Stéphane Dumont |

##### Journées 6 à 10
| Entraîneur :    |
| Stéphane Dumont |

| Entraîneur :   |
| Olivier Guégan |

| Entraîneur :    |
| Stéphane Dumont |

| Entraîneur :   |
| Olivier Guégan |

| Entraîneur :  |
| László Bölöni |

| Entraîneur :    |
| Stéphane Dumont |

| Entraîneur :  |
| László Bölöni |

| Entraîneur :    |
| Stéphane Dumont |

| Entraîneur :    |
| Stéphane Dumont |

| Entraîneur :    |
| Laurent Batlles |

| Entraîneur :    |
| Stéphane Dumont |

| Entraîneur :    |
| Laurent Batlles |

| Entraîneur : |
| Rui Almeida  |

| Entraîneur :    |
| Stéphane Dumont |

| Entraîneur : |
| Rui Almeida  |

| Entraîneur :    |
| Stéphane Dumont |

| Entraîneur :    |
| Stéphane Dumont |

| Entraîneur :      |
| Laurent Peyrelade |

| Entraîneur :    |
| Stéphane Dumont |

| Entraîneur :      |
| Laurent Peyrelade |

##### Journées 11 à 15
| Entraîneur :    |
| Stéphane Dumont |

| Entraîneur :  |
| Laurent Guyot |

| Entraîneur :    |
| Stéphane Dumont |

| Entraîneur :  |
| Laurent Guyot |

| Entraîneur :   |
| Nicolas Rabuel |

| Entraîneur :    |
| Stéphane Dumont |

| Entraîneur :   |
| Nicolas Rabuel |

| Entraîneur :    |
| Stéphane Dumont |

| Entraîneur :    |
| Stéphane Dumont |

| Entraîneur :  |
| Régis Brouard |

| Entraîneur :    |
| Stéphane Dumont |

| Entraîneur :  |
| Régis Brouard |

| 14e journée                  | Dijon FCO | 1 – 1   | EA Guingamp | | |
| Samedi 5 novembre 2022 19h00 | Touré 52e | (0 – 1) | 45+2e Luvambo (Barthelmé ) | Parc des Sports Gaston-Gérard, Dijon Spectateurs : 5 500 Diffuseur : Prime Video (multiplex) Arbitrage : William Toulliou | Parc des Sports Gaston-Gérard, Dijon Spectateurs : 5 500 Diffuseur : Prime Video (multiplex) Arbitrage : William Toulliou |
| Samedi 5 novembre 2022 19h00 | Ngouyamsa 7e · Congré 76e | Rapport | 9e Quemper · 41e Roux · 49e Vitelli · 70e Manceau · | Parc des Sports Gaston-Gérard, Dijon Spectateurs : 5 500 Diffuseur : Prime Video (multiplex) Arbitrage : William Toulliou | Parc des Sports Gaston-Gérard, Dijon Spectateurs : 5 500 Diffuseur : Prime Video (multiplex) Arbitrage : William Toulliou |
| Samedi 5 novembre 2022 19h00 | Reynet – Congré, Fofana, Touré, Ngouyamsa – Ndong, Soumaré ( 67e Dobre), Deaux ( 46e Jacob), Thioune ( 90e Marié) – Le Bihan, Assalé ( 67e Camara) | Équipes | Basilio – Roux, Vitelli, Quemper ( 84e Gaudin), Manceau, Luvambo – Louiserre, Muyumba ( 84e Tchimbembé), Barthelmé ( 71e Picard), Livolant ( 90e Baaloudj) – Courtet | Parc des Sports Gaston-Gérard, Dijon Spectateurs : 5 500 Diffuseur : Prime Video (multiplex) Arbitrage : William Toulliou | Parc des Sports Gaston-Gérard, Dijon Spectateurs : 5 500 Diffuseur : Prime Video (multiplex) Arbitrage : William Toulliou |

| Entraîneur :    |
| Stéphane Dumont |

| Entraîneur : |
| Luka Elsner  |

| Entraîneur :    |
| Stéphane Dumont |

| Entraîneur : |
| Luka Elsner  |

##### Journées 16 à 19
| 16e journée                  | Nîmes Olympique | 1 – 2   | EA Guingamp | | |
| Lundi 26 décembre 2022 21h00 | Tchokounté 30e (pen.) | (1 – 1) | 22e (pen.) Livolant · 90+2e (pen.) Courtet | Stade des Costières, Nîmes Spectateurs : 5 063 Diffuseur : Prime Video (multiplex) Arbitrage : William Toulliou | Stade des Costières, Nîmes Spectateurs : 5 063 Diffuseur : Prime Video (multiplex) Arbitrage : William Toulliou |
| Lundi 26 décembre 2022 21h00 | N'Guessan 68e · Benezet 90e | Rapport | 30e Livolant · | Stade des Costières, Nîmes Spectateurs : 5 063 Diffuseur : Prime Video (multiplex) Arbitrage : William Toulliou | Stade des Costières, Nîmes Spectateurs : 5 063 Diffuseur : Prime Video (multiplex) Arbitrage : William Toulliou |
| Lundi 26 décembre 2022 21h00 | Maraval – De Gevigney, Labonne ( 90+2e Koné), Djiga, Burner – Fomba, Thomasen ( 61e Benezet) – Pagis, Saïd ( 76e Vargas), Tchokounté, N'Guessan | Équipes | Basilio – Quemper, Manceau – Roux, Louiserre, Muyumba, Gomis, Tchimbembé ( 67e Picard), Barthelmé ( 80e Diarra), Livolant ( 80e El Ouazzani) – Guillaume ( 72e Courtet) | Stade des Costières, Nîmes Spectateurs : 5 063 Diffuseur : Prime Video (multiplex) Arbitrage : William Toulliou | Stade des Costières, Nîmes Spectateurs : 5 063 Diffuseur : Prime Video (multiplex) Arbitrage : William Toulliou |

| 17e journée                     | EA Guingamp | 0 – 2   | US Quevilly Rouen Métropole | | |
| Vendredi 30 décembre 2022 21h00 | | (0 – 1) | 31e Bangré (Mafouta ) · 48e Mafouta (Sidibé ) | Stade de Roudourou, Guingamp Spectateurs : 9 894 Diffuseur : Prime Video (multiplex) Arbitrage : Rémi Landry | Stade de Roudourou, Guingamp Spectateurs : 9 894 Diffuseur : Prime Video (multiplex) Arbitrage : Rémi Landry |
| Vendredi 30 décembre 2022 21h00 | Gomis 83e | Rapport | 37e Sissoko · 45+1e Sidibé · | Stade de Roudourou, Guingamp Spectateurs : 9 894 Diffuseur : Prime Video (multiplex) Arbitrage : Rémi Landry | Stade de Roudourou, Guingamp Spectateurs : 9 894 Diffuseur : Prime Video (multiplex) Arbitrage : Rémi Landry |
| Vendredi 30 décembre 2022 21h00 | Basilio – Roux, Gomis, Quemper ( 64e Gaudin), Manceau ( 81e Riou) – Louiserre, Muyumba, Merghem ( 64e Picard), Tchimbembé ( 46e El Ouazzani), Livolant – Courtet ( 64e Guillaume) | Équipes | Lemaître – Sissoko, Cissokho, Ben Youssef, Cissé – Pierret, Sidibé ( 64e Gbelle), Bangré ( 64e Camara), Sangaré ( 87e Boé-Kane) – Mafouta ( 77e Jung), Soumaré ( 87e Bonnet) | Stade de Roudourou, Guingamp Spectateurs : 9 894 Diffuseur : Prime Video (multiplex) Arbitrage : Rémi Landry | Stade de Roudourou, Guingamp Spectateurs : 9 894 Diffuseur : Prime Video (multiplex) Arbitrage : Rémi Landry |

| 18e journée                 | Amiens SC | 1 – 1   | EA Guingamp | | |
| Mardi 10 janvier 2023 20h45 | ( Leautey) Arokodare 90e | (0 – 0) | 47e El Ouazzani (Manceau ) | Stade Crédit Agricole La Licorne, Amiens Spectateurs : 6 064 Diffuseur : Prime Video (multiplex) Arbitrage : Alexandre Perreau Niel | Stade Crédit Agricole La Licorne, Amiens Spectateurs : 6 064 Diffuseur : Prime Video (multiplex) Arbitrage : Alexandre Perreau Niel |
| Mardi 10 janvier 2023 20h45 | Leautey 71e | Rapport | 61e Muyumba · | Stade Crédit Agricole La Licorne, Amiens Spectateurs : 6 064 Diffuseur : Prime Video (multiplex) Arbitrage : Alexandre Perreau Niel | Stade Crédit Agricole La Licorne, Amiens Spectateurs : 6 064 Diffuseur : Prime Video (multiplex) Arbitrage : Alexandre Perreau Niel |
| Mardi 10 janvier 2023 20h45 | Gurtner – Mam. Fofana, Opoku, Mendy, Xantippe ( 86e Ring) – Mam. Fofana ( 73e Chibozo), Gélin ( 86e Gene), Gomis ( 62e Ilenikhena), Kakuta – Leautey, Cissé ( 62e Arokodare) | Équipes | Basilio – Roux, Manceau, Riou – Louiserre, Muyumba, Merghem ( 75e Diarra), Gaudin, Livolant ( 75e Siwe) – El Ouazzani ( 81e Barthelmé), Guillaume ( 81e Courtet) | Stade Crédit Agricole La Licorne, Amiens Spectateurs : 6 064 Diffuseur : Prime Video (multiplex) Arbitrage : Alexandre Perreau Niel | Stade Crédit Agricole La Licorne, Amiens Spectateurs : 6 064 Diffuseur : Prime Video (multiplex) Arbitrage : Alexandre Perreau Niel |

| 19e journée                    | EA Guingamp | 2 – 4   | Grenoble Foot 38 | | |
| Vendredi 13 janvier 2023 20h45 | ( Livolant) El Ouazzani 3e · ( Gaudin) Guillaume 57e | (1 – 1) | 43e Tell · 48e Phaëton (Sbaï ) · 83e Correa (Ba ) · 89e Tell (Ba )                                                   | Stade de Roudourou, Guingamp Spectateurs : 6 818 Diffuseur : Prime Video (multiplex) Arbitrage : Faouzi Benchabane | Stade de Roudourou, Guingamp Spectateurs : 6 818 Diffuseur : Prime Video (multiplex) Arbitrage : Faouzi Benchabane |
| Vendredi 13 janvier 2023 20h45 | Diarra 24e · Quemper 39e · Guillaume 51e | Rapport | 17e Sanyang · 56e Tell ·                                                                                             | Stade de Roudourou, Guingamp Spectateurs : 6 818 Diffuseur : Prime Video (multiplex) Arbitrage : Faouzi Benchabane | Stade de Roudourou, Guingamp Spectateurs : 6 818 Diffuseur : Prime Video (multiplex) Arbitrage : Faouzi Benchabane |
| Vendredi 13 janvier 2023 20h45 | Basilio – Roux, Quemper ( 46e Gaudin), Manceau ( 87e Barthelmé), Riou – Louiserre, Diarra ( 46e Muyumba), Merghem ( 87e Siwe), Livolant – El Ouazzani, Guillaume ( 78e Courtet) | Équipes | Maubleu – Monfray, Gersbach, Paquiez, Diarra – Bambock, Sanyang ( 63e Ba), Sbaï ( 80e Correa), Phaëton, Touray, Tell | Stade de Roudourou, Guingamp Spectateurs : 6 818 Diffuseur : Prime Video (multiplex) Arbitrage : Faouzi Benchabane | Stade de Roudourou, Guingamp Spectateurs : 6 818 Diffuseur : Prime Video (multiplex) Arbitrage : Faouzi Benchabane |

#### Rencontres retour

##### Journées 20 à 25
| 20e journée                  | Rodez AF | 0 – 1   | EA Guingamp | | |
| Samedi 28 janvier 2023 19h00 | | (0 – 0) | 58e Guillaume | Stade Paul-Lignon, Rodez Spectateurs : 2 333 Diffuseur : Prime Video (multiplex) Arbitrage : Guillaume Paradis | Stade Paul-Lignon, Rodez Spectateurs : 2 333 Diffuseur : Prime Video (multiplex) Arbitrage : Guillaume Paradis |
| Samedi 28 janvier 2023 19h00 | Vandenabeele 45+2e · Depres 45+2e · Senaya 63e | Rapport | 72e Guillaume · | Stade Paul-Lignon, Rodez Spectateurs : 2 333 Diffuseur : Prime Video (multiplex) Arbitrage : Guillaume Paradis | Stade Paul-Lignon, Rodez Spectateurs : 2 333 Diffuseur : Prime Video (multiplex) Arbitrage : Guillaume Paradis |
| Samedi 28 janvier 2023 19h00 | Mpasi – Vandenabeele ( 81e Pembélé), Raux-Yao, Senaya ( 88e Buades), Mouyokolo, Abdallah – Boissier ( 88e Rajot), Danger, Younoussa ( 65e Soumano) – Corredor, Depres ( 65e Mendes) | Équipes | Basilio – Roux, Eboa Eboa, Mbe Soh, Luvambo – Louiserre, Muyumba, Gaudin, Livolant ( 76e Barthelmé) – El Ouazzani ( 90e Courtet), Guillaume | Stade Paul-Lignon, Rodez Spectateurs : 2 333 Diffuseur : Prime Video (multiplex) Arbitrage : Guillaume Paradis | Stade Paul-Lignon, Rodez Spectateurs : 2 333 Diffuseur : Prime Video (multiplex) Arbitrage : Guillaume Paradis |

| 21e journée                 | EA Guingamp | 1 – 2   | Nîmes Olympique | | |
| Mardi 31 janvier 2023 20h45 | ( Guillaume) Mbe Soh 34e | (1 – 0) | 63e Benezet (Thomasen ) · 90+4e Koné (Tchokounté ) | Stade de Roudourou, Guingamp Spectateurs : 7 916 Diffuseur : Prime Video (multiplex) Arbitrage : Antoine Valnet | Stade de Roudourou, Guingamp Spectateurs : 7 916 Diffuseur : Prime Video (multiplex) Arbitrage : Antoine Valnet |
| Mardi 31 janvier 2023 20h45 | Barthelmé 49e · Muyumba 61e | Rapport | 76e Lopy · 90+5e Koné · | Stade de Roudourou, Guingamp Spectateurs : 7 916 Diffuseur : Prime Video (multiplex) Arbitrage : Antoine Valnet | Stade de Roudourou, Guingamp Spectateurs : 7 916 Diffuseur : Prime Video (multiplex) Arbitrage : Antoine Valnet |
| Mardi 31 janvier 2023 20h45 | Basilio – Roux, Eboa Eboa ( 22e Riou), Mbe Soh, Luvambo ( 81e Quemper) – Louiserre ( 46e Diarra), Muyumba, Gaudin, Barthelmé ( 68e Livolant) – El Ouazzani, Guillaume ( 81e Courtet) | Équipes | Maraval – Guessoum ( 62e Labonne), De Gevigney, Djiga, Burner – Vargas ( 62e Tchokounté), Thomasen – Benezet ( 81e Delpech), Pagis, Saïd ( 62e Lopy), N'Guessan ( 90e Koné) | Stade de Roudourou, Guingamp Spectateurs : 7 916 Diffuseur : Prime Video (multiplex) Arbitrage : Antoine Valnet | Stade de Roudourou, Guingamp Spectateurs : 7 916 Diffuseur : Prime Video (multiplex) Arbitrage : Antoine Valnet |

| 22e journée                   | US Quevilly Rouen Métropole | 2 – 0   | EA Guingamp | | |
| Vendredi 3 février 2023 20h45 | ( Sidibé) Bangré 22e · ( Gbellé) Bangré 68e | (1 – 0) | | Stade Robert-Diochon, Le Petit-Quevilly Diffuseur : Prime Video (multiplex) Arbitrage : Azzedine Souifi | Stade Robert-Diochon, Le Petit-Quevilly Diffuseur : Prime Video (multiplex) Arbitrage : Azzedine Souifi |
| Vendredi 3 février 2023 20h45 | Jung 56e | Rapport | 15e Diarra · 89e Sivis · | Stade Robert-Diochon, Le Petit-Quevilly Diffuseur : Prime Video (multiplex) Arbitrage : Azzedine Souifi | Stade Robert-Diochon, Le Petit-Quevilly Diffuseur : Prime Video (multiplex) Arbitrage : Azzedine Souifi |
| Vendredi 3 février 2023 20h45 | Lemaître – Sissoko, Cissokho, Youssef, Pendant – Pierret, Sidibé ( 90+1e Smith), Bangré ( 79e Camara), Gbellé ( 90+1e Bonnet), Jung ( 68e Mafouta) – Soumaré | Équipes | Basilio – Roux, Gomis, Quemper, Mbe Soh, Sivis – Diarra ( 63e Picard), Tchimbembé ( 75e Gaudin), Barthelmé ( 63e El Ouazzani), Livolant – Courtet ( 63e Guillaume) | Stade Robert-Diochon, Le Petit-Quevilly Diffuseur : Prime Video (multiplex) Arbitrage : Azzedine Souifi | Stade Robert-Diochon, Le Petit-Quevilly Diffuseur : Prime Video (multiplex) Arbitrage : Azzedine Souifi |

| 23e journée                  | EA Guingamp | 3 – 1   | Valenciennes FC |                                                                                      |                                                                                      |
| Samedi 11 février 2023 19h00 | ( Livolant) Gomis 41e · Guillaume 60e · ( Guillaume) El Ouazzani 90e                                                                                                 | (1 – 0) | 66e Debuchy (Diliberto ) | Stade de Roudourou, Guingamp Spectateurs : 7 052 Diffuseur : Prime Video (multiplex) | Stade de Roudourou, Guingamp Spectateurs : 7 052 Diffuseur : Prime Video (multiplex) |
| Samedi 11 février 2023 19h00 | Gaudin 30e | Rapport | | Stade de Roudourou, Guingamp Spectateurs : 7 052 Diffuseur : Prime Video (multiplex) | Stade de Roudourou, Guingamp Spectateurs : 7 052 Diffuseur : Prime Video (multiplex) |
| Samedi 11 février 2023 19h00 | Basilio – Roux, Gomis, Mbe Soh, Sivis – Muyumba ( 90+3e Tchimbembé), Picard ( 79e Barthelmé), Gaudin, Livolant ( 88e Courtet) – El Ouazzani ( 90+3e Siwe), Guillaume | Équipes | Bajic – Innocenti ( 46e Picouleau), Linguet, Debuchy, Buatu – Berthomier ( 68e Bonnet), Diliberto, Kaba – Boutoutaou ( 82e Ben Seghir), Hamache ( 46e Ayité), Grbić | Stade de Roudourou, Guingamp Spectateurs : 7 052 Diffuseur : Prime Video (multiplex) | Stade de Roudourou, Guingamp Spectateurs : 7 052 Diffuseur : Prime Video (multiplex) |

| 24e journée                  | SC Bastia | 1 – 1   | EA Guingamp |                                                                                      |                                                                                      |
| Samedi 18 février 2023 19h00 | Kaïboué 32e | (1 – 0) | 80e Courtet | Stade Armand-Cesari, Furiani Spectateurs : 8 750 Diffuseur : Prime Video (multiplex) | Stade Armand-Cesari, Furiani Spectateurs : 8 750 Diffuseur : Prime Video (multiplex) |
| Samedi 18 février 2023 19h00 | Van Den Kerkhof 48e |         | 35e Gaudin · | Stade Armand-Cesari, Furiani Spectateurs : 8 750 Diffuseur : Prime Video (multiplex) | Stade Armand-Cesari, Furiani Spectateurs : 8 750 Diffuseur : Prime Video (multiplex) |
| Samedi 18 février 2023 19h00 | Boucher – Guidi, Bohnert, Kaïboué, Van Den Kerkhof, Palun – Roncaglia ( 83e Alfarela), Vincent, Salles-Lamonge, Magri ( 75e Santelli) – Djoco | Équipes | Basilio – Roux, Gomis, Mbe Soh, Sivis – Muyumba ( 79e Courtet), Picard ( 73e Barthelmé), Gaudin ( 73e Quemper), Livolant – El Ouazzani ( 88e Siwe), Guillaume | Stade Armand-Cesari, Furiani Spectateurs : 8 750 Diffuseur : Prime Video (multiplex) | Stade Armand-Cesari, Furiani Spectateurs : 8 750 Diffuseur : Prime Video (multiplex) |

| 25e journée                  | EA Guingamp | 1 – 2   | SM Caen |                                                                                      |                                                                                      |
| Samedi 25 février 2023 19h00 | ( Guillaume) El Ouazzani 54e | (0 – 2) | 19e Court (Kyeremeh ) · 42e Kyeremeh (Mendy ) | Stade de Roudourou, Guingamp Spectateurs : 8 060 Diffuseur : Prime Video (multiplex) | Stade de Roudourou, Guingamp Spectateurs : 8 060 Diffuseur : Prime Video (multiplex) |
| Samedi 25 février 2023 19h00 | Muyumba 53e · Quemper 62e | Rapport | 79e Deminguet · 90+2e Court · | Stade de Roudourou, Guingamp Spectateurs : 8 060 Diffuseur : Prime Video (multiplex) | Stade de Roudourou, Guingamp Spectateurs : 8 060 Diffuseur : Prime Video (multiplex) |
| Samedi 25 février 2023 19h00 | Basilio – Roux, Gomis, Quemper ( 80e Gaudin), Mbe Soh, Sivis ( 86e Riou) – Muyumba ( 80e Louiserre), Picard ( 65e Courtet), Livolant – El Ouazzani ( 86e Siwe), Guillaume | Équipes | Mandrea – Abdi, Vandermersch, Thomas, Ntim – Daubin ( 73e Deminguet), Jonsson Saletros ( 73e Brahimi), Kyeremeh ( 88e Essende), Mbock – Court, Mendy | Stade de Roudourou, Guingamp Spectateurs : 8 060 Diffuseur : Prime Video (multiplex) | Stade de Roudourou, Guingamp Spectateurs : 8 060 Diffuseur : Prime Video (multiplex) |

##### Journées 26 à 30
| 26e journée              | Paris FC | 1 – 2   | EA Guingamp |                                                     |                                                     |
| Samedi 4 mars 2023 19h00 | ( Boutaïb) Guilavogui 47e | (0 – 2) | 26e Picard (Livolant ) · 31e Guillaume (El Ouazzani )                                                                                              | Stade Sébastien-Charléty, Paris Spectateurs : 3 530 | Stade Sébastien-Charléty, Paris Spectateurs : 3 530 |
| Samedi 4 mars 2023 19h00 | Lasne 20e · Chergui 63e | Rapport | | Stade Sébastien-Charléty, Paris Spectateurs : 3 530 | Stade Sébastien-Charléty, Paris Spectateurs : 3 530 |
| Samedi 4 mars 2023 19h00 | Demarconnay – Maçon, Lefort, Kanté, Hanin, Chergui – Lasne ( 75e Mbala), Kebbal ( 75e Lopez), Mandouki – Boutaïb, Guilavogui ( 80e Gory) | Équipes | Basilio – Roux, Gomis, Quemper, Mbe Soh, Sivis – Louiserre, Picard ( 71e Courtet), Livolant – El Ouazzani ( 83e Siwe), Guillaume ( 90e Tchimbembé) | Stade Sébastien-Charléty, Paris Spectateurs : 3 530 | Stade Sébastien-Charléty, Paris Spectateurs : 3 530 |

| 27e journée               | EA Guingamp | 2 – 0   | Dijon FCO |                                                  |                                                  |
| Samedi 11 mars 2023 19h00 | ( Picard) El Ouazzani 34e · ( Courtet) Siwe 85e | (1 – 0) | | Stade de Roudourou, Guingamp Spectateurs : 8 126 | Stade de Roudourou, Guingamp Spectateurs : 8 126 |
| Samedi 11 mars 2023 19h00 | Quemper 41e · Roux 55e | Rapport | 11e, 25e Traoré · 28e Allagbe · | Stade de Roudourou, Guingamp Spectateurs : 8 126 | Stade de Roudourou, Guingamp Spectateurs : 8 126 |
| Samedi 11 mars 2023 19h00 | Basilio – Roux, Gomis, Quemper ( 69e Gaudin), Mbe Soh, Sivis – Louiserre, Picard ( 69e Courtet), Livolant ( 89e Le Normand) – El Ouazzani ( 89e Tchimbembé), Guillaume ( 77e Siwe) | Équipes | Reynet – Joly, Traoré, Touré – Ahlinvi ( 71e Marié), Ndong, Pi, Soumaré ( 29e Fofana) – Le Bihan ( 71e Camara), Tchaouna ( 46e Assalé), Silva ( 5e Aké) | Stade de Roudourou, Guingamp Spectateurs : 8 126 | Stade de Roudourou, Guingamp Spectateurs : 8 126 |

| 28e journée               | FC Annecy | 1 – 1   | EA Guingamp |                                                      |                                                      |
| Samedi 18 mars 2023 19h00 | ( Demoncy) Sahi Dion 21e | (1 – 1) | 23e (csc) Lajugie | Parc des Sports d'Annecy, Annecy Spectateurs : 5 832 | Parc des Sports d'Annecy, Annecy Spectateurs : 5 832 |
| Samedi 18 mars 2023 19h00 | Lajugie 77e | Rapport | | Parc des Sports d'Annecy, Annecy Spectateurs : 5 832 | Parc des Sports d'Annecy, Annecy Spectateurs : 5 832 |
| Samedi 18 mars 2023 19h00 | Escales – Lajugie, Jean, Mouanga, Ruque ( 80e Shamal), Bastian – Kashi, El Jaouhari ( 80e Temanfo), Demoncy – Ntamack Ndimba ( 68e Testud), Sahi Dion ( 90e Bosetti) | Équipes | Basilio – Roux ( 83e Muyumba), Gomis, Quemper, Mbe Soh, Sivis – Louiserre, Picard ( 71e Siwe), Livolant ( 90e Gaudin) – El Ouazzani, Guillaume ( 71e Courtet) | Parc des Sports d'Annecy, Annecy Spectateurs : 5 832 | Parc des Sports d'Annecy, Annecy Spectateurs : 5 832 |

| 29e journée              | EA Guingamp | 0 – 1   | FC Girondins de Bordeaux |                                                  |                                                  |
| Lundi 3 avril 2023 20h45 | | (0 – 1) | 21e Fransérgio (Maja ) | Stade de Roudourou, Guingamp Spectateurs : 9 533 | Stade de Roudourou, Guingamp Spectateurs : 9 533 |
| Lundi 3 avril 2023 20h45 | Gaudin 54e | Rapport | 58e Gregersen · 60e Barbet · 74e Bokélé · | Stade de Roudourou, Guingamp Spectateurs : 9 533 | Stade de Roudourou, Guingamp Spectateurs : 9 533 |
| Lundi 3 avril 2023 20h45 | Basilio – Gomis, Eboa Eboa, Sivis ( 86e Manceau) – Louiserre ( 86e Tchimbembé), Muyumba ( 79e Barthelmé), Picard ( 71e Courtet), Gaudin, Livolant – El Ouazzani ( 79e Siwe), Guillaume | Équipes | Poussin – Gregersen, Bokélé, Barbet, Nsimba, Mwanga – Ignatenko, Fransérgio ( 86e Lacoux), Pitu ( 71e Davitashvili) – Bakwa ( 86e Michelin), Maja ( 71e Badji) | Stade de Roudourou, Guingamp Spectateurs : 9 533 | Stade de Roudourou, Guingamp Spectateurs : 9 533 |

| 30e journée               | Le Havre AC | 0 – 0        | EA Guingamp |                                             |                                             |
| Samedi 8 avril 2023 19h00 | | (0 – 0)      | | Stade Océane, Le Havre Spectateurs : 10 881 | Stade Océane, Le Havre Spectateurs : 10 881 |
| Samedi 8 avril 2023 19h00 | Sanganté 11e · Thiaré 69e · Targhalline 78e | Statistiques | 4e Sivis · | Stade Océane, Le Havre Spectateurs : 10 881 | Stade Océane, Le Havre Spectateurs : 10 881 |
| Samedi 8 avril 2023 19h00 | Gorgelin – Lloris, El Hajjam, Operi, Sanganté – Mbemba, Lekhal, Richardson ( 76e Targhalline) – Thiaré ( 76e Kitala), Casimir ( 62e Cornette), Grandsir ( 62e Joujou) | Équipes      | Basilio – Gomis, Quemper ( 30e Manceau), Riou, Sivis – Louiserre, Muyumba, Livolant ( 87e Picard) – El Ouazzani ( 68e Siwe), Courtet, Guillaume | Stade Océane, Le Havre Spectateurs : 10 881 | Stade Océane, Le Havre Spectateurs : 10 881 |

##### Journées 31 à 35
| 31e journée                | EA Guingamp | 3 – 1        | Amiens SC |                                                  |                                                  |
| Samedi 15 avril 2023 19h00 | ( Muyumba) Courtet 35e · Livolant 56e · ( Livolant) Guillaume 73e | (1 – 0)      | 52e Gomis | Stade de Roudourou, Guingamp Spectateurs : 7 126 | Stade de Roudourou, Guingamp Spectateurs : 7 126 |
| Samedi 15 avril 2023 19h00 | | Statistiques | 41e Gélin · 57e Mendy · | Stade de Roudourou, Guingamp Spectateurs : 7 126 | Stade de Roudourou, Guingamp Spectateurs : 7 126 |
| Samedi 15 avril 2023 19h00 | Basilio – Gomis, Riou, Sivis – Louiserre, Muyumba ( 88e Tchimbembé), Picard ( 70e El Ouazzani), Gaudin ( 88e Barthelmé), Livolant ( 88e Manceau) – Courtet, Guillaume ( 76e Merghem) | Équipes      | Gurtner – M. Fofana, Opoku, Mendy ( 78e Barry), Ouattara ( 54e Ring), M. Fofana – Gomis ( 54e Leautey), Gélin ( 78e Lachuer), Cissé ( 71e Bande), Antiste – Kakuta | Stade de Roudourou, Guingamp Spectateurs : 7 126 | Stade de Roudourou, Guingamp Spectateurs : 7 126 |

| 32e journée                | Pau FC | 2 – 1   | EA Guingamp |                                      |                                      |
| Samedi 22 avril 2023 19h00 | ( Koffi) Saivet 14e · ( George) Begraoui 73e | (1 – 1) | 5e Picard (Louiserre ) | Nouste Camp, Pau Spectateurs : 3 152 | Nouste Camp, Pau Spectateurs : 3 152 |
| Samedi 22 avril 2023 19h00 | | Rapport | 52e Basilio · 62e Courtet · 90+4e Sivis · | Nouste Camp, Pau Spectateurs : 3 152 | Nouste Camp, Pau Spectateurs : 3 152 |
| Samedi 22 avril 2023 19h00 | Prior – Abzi, Kouassi, Koffi, Ruiz – D'Almeida ( 65e Sylvestre), Saivet, Beusnard – Bassouamina ( 72e Boli), Begraoui ( 83e Batisse), Boisgard ( 72e George) | Équipes | Basilio – Gomis, Riou, Sivis – Louiserre, Muyumba ( 81e Barthelmé), Picard ( 66e El Ouazzani), Gaudin ( 53e Manceau), Livolant ( 81e Merghem) – Courtet, Guillaume ( 53e Youfeigane ) | Nouste Camp, Pau Spectateurs : 3 152 | Nouste Camp, Pau Spectateurs : 3 152 |

| 33e journée                | EA Guingamp | 3 – 1   | Stade lavallois MFC |                                                  |                                                  |
| Samedi 29 avril 2023 19h00 | Livolant 29e (pen.) · Sivis 69e · ( Livolant) Courtet 72e | (1 – 1) | 35e Elisor (Baldé ) | Stade de Roudourou, Guingamp Spectateurs : 9 860 | Stade de Roudourou, Guingamp Spectateurs : 9 860 |
| Samedi 29 avril 2023 19h00 | Roux 59e · Merghem 79e · Louiserre 81e | Rapport | 50e Goncalves · | Stade de Roudourou, Guingamp Spectateurs : 9 860 | Stade de Roudourou, Guingamp Spectateurs : 9 860 |
| Samedi 29 avril 2023 19h00 | Youfeigane – Gomis, Mbe Soh, Sivis – Roux ( 63e Muyumba), Louiserre, Picard ( 68e Merghem), Gaudin, Livolant ( 90+1e Barthelmé) – El Ouazzani ( 68e Courtet), Guillaume | Équipes | Sauvage – Perrot ( 76e Da Silva), Goncalves, Baldé ( 85e Baudry), Tavares, Seidou, Sylla – Tapoko, Adéoti – Elisor, Naidji ( 87e Roye) | Stade de Roudourou, Guingamp Spectateurs : 9 860 | Stade de Roudourou, Guingamp Spectateurs : 9 860 |

| 34e journée             | AS Saint-Étienne | 3 – 2   | EA Guingamp |                                                             |                                                             |
| Samedi 6 mai 2023 19h00 | ( Fomba) Moueffek 21e · Cafaro 82e · ( Nkounkou) Wadji 88e                                                                                                   | (1 – 2) | 12e El Ouazzani · 45e Courtet (Livolant ) | Stade Geoffroy-Guichard, Saint-Étienne Spectateurs : 25 002 | Stade Geoffroy-Guichard, Saint-Étienne Spectateurs : 25 002 |
| Samedi 6 mai 2023 19h00 | Fomba 44e · Bamba 52e | Rapport | 43e Sivis · 70e Courtet · | Stade Geoffroy-Guichard, Saint-Étienne Spectateurs : 25 002 | Stade Geoffroy-Guichard, Saint-Étienne Spectateurs : 25 002 |
| Samedi 6 mai 2023 19h00 | Larsonneur – Sow, Appiah, Petrot, Nkounkou – Cafaro, Lobry ( 53e Wadji), Fomba ( 53e Monconduit), Moueffek ( 69e Bouchouari) – Bamba ( 69e Chambost), Krasso | Équipes | Youfeigane – Gomis, Mbe Soh, Sivis – Louiserre, Muyumba, Gaudin, Livolant ( 77e Luvambo) – El Ouazzani ( 87e Tchimbembé), Courtet, Guillaume ( 70e Picard) | Stade Geoffroy-Guichard, Saint-Étienne Spectateurs : 25 002 | Stade Geoffroy-Guichard, Saint-Étienne Spectateurs : 25 002 |

| 35e journée              | FC Sochaux-Montbéliard | 0 – 1   | EA Guingamp |                                                       |                                                       |
| Samedi 13 mai 2023 19h00 | | (0 – 0) | 61e Guillaume (Gaudin ) | Stade Auguste-Bonal, Montbéliard Spectateurs : 10 144 | Stade Auguste-Bonal, Montbéliard Spectateurs : 10 144 |
| Samedi 13 mai 2023 19h00 | Ndiaye 34e · Makosso 90+6e | Rapport | 76e Sivis · 90e Picard · | Stade Auguste-Bonal, Montbéliard Spectateurs : 10 144 | Stade Auguste-Bonal, Montbéliard Spectateurs : 10 144 |
| Samedi 13 mai 2023 19h00 | Prévot – Agouzoul, Armougom ( 77e Henry), Galves, Makosso – Weissbeck ( 62e Doumbia), Do Couto Teixeira ( 77e Dossou), Ndiaye ( 82e Pereira de Sa), Alvero – Kalulu, Mayenda ( 62e Sissoko) | Équipes | Basilio – Mbe Soh, Riou, Sivis – Louiserre, Muyumba ( 90+4e Tchimbembé), Gaudin ( 87e Manceau), Livolant ( 90+4e Barthelmé) – El Ouazzani ( 87e Luvambo), Courtet, Guillaume ( 73e Picard) | Stade Auguste-Bonal, Montbéliard Spectateurs : 10 144 | Stade Auguste-Bonal, Montbéliard Spectateurs : 10 144 |

##### Journées 36 à 38
| 36e journée              | EA Guingamp | 1 – 1   | FC Metz |                                                  |                                                  |
| Samedi 20 mai 2023 19h00 | ( Muyumba) Courtet 60e | (0 – 1) | 21e Mikautadze (Udol ) | Stade de Roudourou, Guingamp Spectateurs : 9 163 | Stade de Roudourou, Guingamp Spectateurs : 9 163 |
| Samedi 20 mai 2023 19h00 | | Rapport | 41e Nduquidi · 90+4e Kouao · | Stade de Roudourou, Guingamp Spectateurs : 9 163 | Stade de Roudourou, Guingamp Spectateurs : 9 163 |
| Samedi 20 mai 2023 19h00 | Basilio – Mbe Soh, Riou – Louiserre, Muyumba, Manceau, Gaudin, Livolant ( 82e Luvambo) – El Ouazzani ( 53e Picard), Courtet, Guillaume ( 82e Siwe) | Équipes | Oukidja – Udol, Candé, Traoré, Kouao, N'Doram, Maziz ( 70e Maïga), Nduquidi ( 70e Atta) – Mikautadze, Sabaly ( 81e Diallo), Jallow ( 88e Joseph) | Stade de Roudourou, Guingamp Spectateurs : 9 163 | Stade de Roudourou, Guingamp Spectateurs : 9 163 |

| 37e journée                | EA Guingamp | 2 – 0   | Chamois niortais FC |                                                   |                                                   |
| Vendredi 26 mai 2023 20h45 | ( Livolant) Courtet 31e · ( El Ouazzani) Courtet 90+4e | (1 – 0) | | Stade de Roudourou, Guingamp Spectateurs : 12 885 | Stade de Roudourou, Guingamp Spectateurs : 12 885 |
| Vendredi 26 mai 2023 20h45 | Gaudin 86e | Rapport | | Stade de Roudourou, Guingamp Spectateurs : 12 885 | Stade de Roudourou, Guingamp Spectateurs : 12 885 |
| Vendredi 26 mai 2023 20h45 | Basilio – Mbe Soh ( 28e Gomis), Riou, Sivis – Louiserre, Muyumba ( 90e Tchimbembé), Picard ( 71e Merghem), Gaudin, Livolant ( 90e Barthelmé) – Courtet, Guillaume ( 71e El Ouazzani) | Équipes | Michel – Conté, Kilama, Durivaux, Vallier – Renel ( 85e Boutobba), Benchamma – Olaitan ( 75e Kaboré), Sagna ( 85e Manga), Bakayoko ( 75e Bentil), Tormin ( 66e Merdji) | Stade de Roudourou, Guingamp Spectateurs : 12 885 | Stade de Roudourou, Guingamp Spectateurs : 12 885 |

| 38e journée                | Grenoble Foot 38 | 0 – 2   | EA Guingamp |                                               |                                               |
| Vendredi 2 juin 2023 20h45 | | (0 – 1) | 11e El Ouazzani (Livolant ) · 54e (csc) Maubleu | Stade des Alpes, Grenoble Spectateurs : 5 918 | Stade des Alpes, Grenoble Spectateurs : 5 918 |
| Vendredi 2 juin 2023 20h45 | Tourraine 13e · Diarra 67e | Rapport | 74e Muyumba · | Stade des Alpes, Grenoble Spectateurs : 5 918 | Stade des Alpes, Grenoble Spectateurs : 5 918 |
| Vendredi 2 juin 2023 20h45 | Maubleu – Tchaptchet, Tourraine, Diarra, Mendy – Monfray ( 70e Jeno), Phaëton, Sbai ( 77e D'Antona), Isola, Tell ( 77e Correa) – Ba ( 56e Okardi) | Équipes | Basilio – Gomis, Quemper, Riou, Sivis ( 85e Manceau) – Louiserre, Muyumba ( 85e Tchimbembé), Livolant ( 85e Barthelmé) – El Ouazzani ( 71e Merghem), Courtet, Guillaume ( 76e Picard) | Stade des Alpes, Grenoble Spectateurs : 5 918 | Stade des Alpes, Grenoble Spectateurs : 5 918 |

#### Classement
| Rang | Équipe             | Pts | J  | G  | N  | P  | Bp | Bc | Diff |
| ---- | ------------------ | --- | -- | -- | -- | -- | -- | -- | ---- |
| 4    | SC Bastia          | 60  | 38 | 17 | 9  | 12 | 52 | 45 | +7   |
| 5    | SM Caen            | 59  | 38 | 16 | 11 | 11 | 52 | 43 | +9   |
| 6    | EA Guingamp        | 55  | 38 | 15 | 10 | 13 | 51 | 46 | +5   |
| 7    | Paris FC           | 55  | 38 | 15 | 10 | 13 | 45 | 43 | +2   |
| 8    | AS Saint-Étienne R | 53  | 38 | 15 | 11 | 12 | 63 | 57 | +6   |

1. ↑  Retrait de 3 points.

Évolution du classement en fonction des résultats
| Journée     | 1  | 2  | 3  | 4  | 5  | 6  | 7   | 8   | 9   | 10  | 11 | 12 | 13 | 14 | 15 | 16 | 17 | 18 | 19 | 20 | 21 | 22  | 23  | 24  | 25  | 26  | 27  | 28  | 29  | 30  | 31  | 32  | 33  | 34  | 35  | 36  | 37  | 38  | Journées promouvable | Journées relégable |
| ----------- | -- | -- | -- | -- | -- | -- | --- | --- | --- | --- | -- | -- | -- | -- | -- | -- | -- | -- | -- | -- | -- | --- | --- | --- | --- | --- | --- | --- | --- | --- | --- | --- | --- | --- | --- | --- | --- | --- | -------------------- | ------------------ |
| Rang        | 1  | 1  | 1  | 7  | 3  | 7  | 9-1 | 6-1 | 5-1 | 5-1 | 7  | 7  | 8  | 8  | 11 | 8  | 12 | 12 | 13 | 10 | 11 | 13  | 11  | 11  | 12  | 11  | 10  | 9   | 10  | 12  | 9   | 10  | 9   | 11  | 9   | 10  | 7   | 6   | 3                    |                    |
| Résultat    | V  | V  | N  | D  | V  | D  | –   | V   | V   | N   | D  | D  | N  | N  | D  | V  | D  | N  | D  | V  | D  | D   | V   | N   | D   | V   | V   | N   | D   | N   | V   | D   | V   | D   | V   | N   | V   | V   | —                    | —                  |
| Écart (pts) | +0 | +0 | +0 | -2 | -1 | -1 | -4  | -2  | -2  | -3  | -5 | -5 | -7 | -7 | -8 | -7 | -8 | -8 | -9 | -9 | -9 | -12 | -10 | -11 | -13 | -12 | -10 | -12 | -15 | -17 | -14 | -17 | -17 | -20 | -18 | -20 | -17 | -17 | —                    | —                  |
| Écart (pts) | +3 | +5 | +6 | +5 | +5 | +5 | +4  | +6  | +8  | +8  | +8 | +6 | +7 | +6 | +5 | +8 | +5 | +6 | +5 | +8 | +6 | +6  | +7  | +8  | +8  | +8  | +9  | +7  | +7  | +8  | +11 | +8  | +11 | +8  | +9  | +8  | +9  | +12 | —                    | —                  |

Matchs en retard : -1
- La rencontre de la 7e journée contre Rodez est reportée en raison d'un incident technique sur l'avion assurant le vol[28], entre les 10e et 11e journées[29].

### Coupe de France
L'En Avant Guingamp, en tant que club de Ligue 2, est tête de série du groupe E pour les 7e et 8e tours de la compétition, avec le Stade lavallois.
| Titulaires :  |                      |     |
|               |                      |     |
| 1             | Léopold Péréon       |     |
| 2             | Théo Le Floch        | 86e |
| 3             | Enzo Le Floch        |     |
| 4             | Joris Kersuzan       |     |
| 5             | Jérôme Landraing     | 86e |
| 6             | Maxime Gragnic       | 86e |
| 7             | Arnaud Le Sergent    |     |
| 8             | Louis Le Corre       |     |
| 9             | Amadou Sambe         |     |
| 10            | Mathis Jaunault      | 73e |
| 11            | Romain Tribout       | 68e |
|               |                      |     |
| Remplaçants : |                      |     |
| 18            | Geoffrey Le Courtois | 68e |
| 14            | Oguy Koula           | 73e |
| 12            | Thomas Brientin      | 86e |
| 13            | Ewen Martin          | 86e |
| 17            | Jérôme Malinge       | 86e |
|               |                      |     |

| Titulaires :  |                      |     |
|               |                      |     |
| 1             | Dominique Youfeigane |     |
| 2             | Maxime Sivis         | 46e |
| 3             | Stephen Quemper      | 73e |
| 4             | Arthur Vitelli       |     |
| 5             | Hady Camara          | 64e |
| 6             | Souleymane Diarra    |     |
| 7             | Taylor Luvambo       |     |
| 8             | Warren Tchimbembé    | 73e |
| 9             | Baptiste Guillaume   | 81e |
| 10            | Hugo Picard          |     |
| 11            | Gaëtan Courtet       |     |
|               |                      |     |
| Remplaçants : |                      |     |
| 15            | Maxime Barthelmé     | 46e |
| 12            | Baptiste Roux        | 64e |
| 13            | Jules Gaudin         | 73e |
| 17            | Jérémy Livolant      | 73e |
| 18            | Mehdi Baaloudj       | 81e |
|               |                      |     |

| Titulaires :  |                      |     |
|               |                      |     |
| 1             | Léopold Péréon       |     |
| 2             | Théo Le Floch        | 86e |
| 3             | Enzo Le Floch        |     |
| 4             | Joris Kersuzan       |     |
| 5             | Jérôme Landraing     | 86e |
| 6             | Maxime Gragnic       | 86e |
| 7             | Arnaud Le Sergent    |     |
| 8             | Louis Le Corre       |     |
| 9             | Amadou Sambe         |     |
| 10            | Mathis Jaunault      | 73e |
| 11            | Romain Tribout       | 68e |
|               |                      |     |
| Remplaçants : |                      |     |
| 18            | Geoffrey Le Courtois | 68e |
| 14            | Oguy Koula           | 73e |
| 12            | Thomas Brientin      | 86e |
| 13            | Ewen Martin          | 86e |
| 17            | Jérôme Malinge       | 86e |
|               |                      |     |

| Titulaires :  |                      |     |
|               |                      |     |
| 1             | Dominique Youfeigane |     |
| 2             | Maxime Sivis         | 46e |
| 3             | Stephen Quemper      | 73e |
| 4             | Arthur Vitelli       |     |
| 5             | Hady Camara          | 64e |
| 6             | Souleymane Diarra    |     |
| 7             | Taylor Luvambo       |     |
| 8             | Warren Tchimbembé    | 73e |
| 9             | Baptiste Guillaume   | 81e |
| 10            | Hugo Picard          |     |
| 11            | Gaëtan Courtet       |     |
|               |                      |     |
| Remplaçants : |                      |     |
| 15            | Maxime Barthelmé     | 46e |
| 12            | Baptiste Roux        | 64e |
| 13            | Jules Gaudin         | 73e |
| 17            | Jérémy Livolant      | 73e |
| 18            | Mehdi Baaloudj       | 81e |
|               |                      |     |

| Titulaires :  |                        |     |
|               |                        |     |
| 1             | Rémi Pillot            |     |
| 2             | Léo Jousselin          |     |
| 3             | Thibaut Plisson        |     |
| 4             | Yamcouba Seydi         |     |
| 5             | Alexandre Lavenant     |     |
| 6             | Benjamin Brelivet      |     |
| 7             | Pierre Lavenant        | 75e |
| 8             | Lucas Daury            |     |
| 9             | Stéphane Zobo          | 84e |
| 10            | Isaac Matondo          | 63e |
| 11            | Manuel Semedo da Veiga |     |
|               |                        |     |
| Remplaçants : |                        |     |
| 18            | Jérémy Billy           | 63e |
| 15            | Anzo Lesage            | 75e |
| 17            | Pierre Grellier        | 84e |
|               |                        |     |

| Titulaires :  |                      |     |
|               |                      |     |
| 1             | Dominique Youfeigane |     |
| 2             | Vincent Manceau      |     |
| 3             | Stephen Quemper      |     |
| 4             | Hady Camara          |     |
| 5             | Baptiste Roux        |     |
| 6             | Dylan Louiserre      |     |
| 7             | Jérémy Livolant      |     |
| 8             | Warren Tchimbembé    |     |
| 9             | Gaëtan Courtet       | 74e |
| 10            | Maxime Barthelmé     | 88e |
| 11            | Hugo Picard          | 74e |
|               |                      |     |
| Remplaçants : |                      |     |
| 14            | Jules Gaudin         | 74e |
| 17            | Baptiste Guillaume   | 74e |
| 18            | Mehdi Baaloudj       | 88e |
|               |                      |     |

| Titulaires :  |                        |     |
|               |                        |     |
| 1             | Rémi Pillot            |     |
| 2             | Léo Jousselin          |     |
| 3             | Thibaut Plisson        |     |
| 4             | Yamcouba Seydi         |     |
| 5             | Alexandre Lavenant     |     |
| 6             | Benjamin Brelivet      |     |
| 7             | Pierre Lavenant        | 75e |
| 8             | Lucas Daury            |     |
| 9             | Stéphane Zobo          | 84e |
| 10            | Isaac Matondo          | 63e |
| 11            | Manuel Semedo da Veiga |     |
|               |                        |     |
| Remplaçants : |                        |     |
| 18            | Jérémy Billy           | 63e |
| 15            | Anzo Lesage            | 75e |
| 17            | Pierre Grellier        | 84e |
|               |                        |     |

| Titulaires :  |                      |     |
|               |                      |     |
| 1             | Dominique Youfeigane |     |
| 2             | Vincent Manceau      |     |
| 3             | Stephen Quemper      |     |
| 4             | Hady Camara          |     |
| 5             | Baptiste Roux        |     |
| 6             | Dylan Louiserre      |     |
| 7             | Jérémy Livolant      |     |
| 8             | Warren Tchimbembé    |     |
| 9             | Gaëtan Courtet       | 74e |
| 10            | Maxime Barthelmé     | 88e |
| 11            | Hugo Picard          | 74e |
|               |                      |     |
| Remplaçants : |                      |     |
| 14            | Jules Gaudin         | 74e |
| 17            | Baptiste Guillaume   | 74e |
| 18            | Mehdi Baaloudj       | 88e |
|               |                      |     |

### Statistiques

#### Bilan de l'équipe
| Compétition     | Débute  | Termine | Matches joués | Gagnés | Nuls | Perdus | Buts pour | Buts contre | Différence |
| --------------- | ------- | ------- | ------------- | ------ | ---- | ------ | --------- | ----------- | ---------- |
| Ligue 2         | -       | Sixième | 38            | 15     | 10   | 13     | 51        | 46          | +5         |
| Coupe de France | 7e tour | 8e tour | 2             | 1      | 1    | 0      | 4         | 2           | +2         |
| Total           | Total   | Total   | 40            | 16     | 11   | 13     | 55        | 48          | +7         |

#### Résumé des matchs officiels de la saison
| Compétition | J./Tour | Date              | Domicile                    | Rés.         | Extérieur                   | Cl. | Buteur(s) pour l'EA Guingamp                                                                  |
| ----------- | ------- | ----------------- | --------------------------- | ------------ | --------------------------- | --- | --------------------------------------------------------------------------------------------- |
| Ligue 2     | 1       | 30 juillet 2022   | EA Guingamp                 | 4-0          | Pau FC                      | 1er | Livolant (22e), Gaudin (32e, 52e), Merghem (34e)                                              |
| Ligue 2     | 2       | 6 août 2022       | Stade lavallois MFC         | 1-2          | EA Guingamp                 | 1er | Barthelmé (56e), Livolant (74e)                                                               |
| Ligue 2     | 3       | 13 août 2022      | EA Guingamp                 | 0-0          | Paris FC                    | 1er | -                                                                                             |
| Ligue 2     | 4       | 20 août 2022      | SM Caen                     | 4-1          | EA Guingamp                 | 7e  | Barthelmé (6e)                                                                                |
| Ligue 2     | 5       | 27 août 2022      | FCG Bordeaux                | 0-1          | EA Guingamp                 | 3e  | Livolant (6e)                                                                                 |
| Ligue 2     | 6       | 30 août 2022      | EA Guingamp                 | 1-2          | FC Sochaux-Montbéliard      | 7e  | Lemonnier (21e)                                                                               |
| Ligue 2     | 8       | 12 septembre 2022 | FC Metz                     | 3-6          | EA Guingamp                 | 6e  | Livolant (9e sp, 88e), Quemper (45e+1), Courtet (45e+7 sp), Louiserre (69e), Tchimbembé (85e) |
| Ligue 2     | 9       | 17 septembre 2022 | EA Guingamp                 | 2-1          | AS Saint-Étienne            | 5e  | Courtet (45e+2), Livolant (59e)                                                               |
| Ligue 2     | 10      | 1er octobre 2022  | Chamois niortais FC         | 0-0          | EA Guingamp                 | 5e  | -                                                                                             |
| Ligue 2     | 7       | 4 octobre 2022,   | EA Guingamp                 | 0-0          | Rodez AF                    | 5e  | -                                                                                             |
| Ligue 2     | 11      | 8 octobre 2022    | EA Guingamp                 | 0-4          | FC Annecy                   | 7e  | -                                                                                             |
| Ligue 2     | 12      | 15 octobre 2022   | Valenciennes FC             | 1-0          | EA Guingamp                 | 7e  | -                                                                                             |
| Ligue 2     | 13      | 22 octobre 2022   | EA Guingamp                 | 1-1          | SC Bastia                   | 8e  | Kaïboué (86e csc)                                                                             |
| CDF         | T7      | 30 octobre 2022   | Auray FC                    | 0-2          | EA Guingamp                 | -   | Guillaume (11e, 53e)                                                                          |
| Ligue 2     | 14      | 5 novembre 2022   | Dijon FCO                   | 1-1          | EA Guingamp                 | 8e  | Luvambo (45e+2)                                                                               |
| Ligue 2     | 15      | 12 novembre 2022  | EA Guingamp                 | 0-1          | Le Havre AC                 | 11e | -                                                                                             |
| CDF         | T8      | 19 novembre 2022  | Les Herbiers VF             | 2-2 (4-3tab) | EA Guingamp                 | -   | Courtet (24e), Louiserre (37e)                                                                |
| Ligue 2     | 16      | 26 décembre 2022  | Nîmes Olympique             | 1-2          | EA Guingamp                 | 8e  | Livolant (22e sp), Courtet (90e+2 sp)                                                         |
| Ligue 2     | 17      | 30 décembre 2022  | EA Guingamp                 | 0-2          | US Quevilly Rouen Métropole | 12e | -                                                                                             |
| Ligue 2     | 18      | 10 janvier 2023   | Amiens SC                   | 1-1          | EA Guingamp                 | 12e | El Ouazzani (47e)                                                                             |
| Ligue 2     | 19      | 13 janvier 2023   | EA Guingamp                 | 2-4          | Grenoble Foot 38            | 13e | El Ouazzani (3e), Guillaume (57e)                                                             |
| Ligue 2     | 20      | 28 janvier 2023   | Rodez AF                    | 0-1          | EA Guingamp                 | 10e | Guillaume (58e)                                                                               |
| Ligue 2     | 21      | 31 janvier 2023   | EA Guingamp                 | 1-2          | Nîmes Olympique             | 11e | Mbe Soh (34e)                                                                                 |
| Ligue 2     | 22      | 3 février 2023    | US Quevilly Rouen Métropole | 2-0          | EA Guingamp                 | 13e | -                                                                                             |
| Ligue 2     | 23      | 11 février 2023   | EA Guingamp                 | 3-1          | Valenciennes FC             | 11e | Gomis (41e), Guillaume (60e), El Ouazzani (90e)                                               |
| Ligue 2     | 24      | 18 février 2023   | SC Bastia                   | 1-1          | EA Guingamp                 | 11e | Courtet (80e)                                                                                 |
| Ligue 2     | 25      | 25 février 2023   | EA Guingamp                 | 1-2          | SM Caen                     | 12e | El Ouazzani (54e)                                                                             |
| Ligue 2     | 26      | 4 mars 2023       | Paris FC                    | 1-2          | EA Guingamp                 | 11e | Picard (26e), Guillaume (31e)                                                                 |
| Ligue 2     | 27      | 11 mars 2023      | EA Guingamp                 | 2-0          | Dijon FCO                   | 10e | El Ouazzani (34e), Siwe (85e)                                                                 |
| Ligue 2     | 28      | 18 mars 2023      | FC Annecy                   | 1-1          | EA Guingamp                 | 9e  | Lajugie (23e csc)                                                                             |
| Ligue 2     | 29      | 3 avril 2023      | EA Guingamp                 | 0-1          | FCG Bordeaux                | 10e | -                                                                                             |
| Ligue 2     | 30      | 8 avril 2023      | Le Havre AC                 | 0-0          | EA Guingamp                 | 12e | -                                                                                             |
| Ligue 2     | 31      | 15 avril 2023     | EA Guingamp                 | 3-1          | Amiens SC                   | 9e  | Courtet (35e), Livolant (56e), Guillaume (73e)                                                |
| Ligue 2     | 32      | 22 avril 2023     | Pau FC                      | 2-1          | EA Guingamp                 | 11e | Picard (5e)                                                                                   |
| Ligue 2     | 33      | 29 avril 2023     | EA Guingamp                 | 3-1          | Stade lavallois MFC         | 9e  | Livolant (29e sp), Sivis (69e), Courtet (72e)                                                 |
| Ligue 2     | 34      | 6 mai 2023        | AS Saint-Étienne            | 3-2          | EA Guingamp                 | 11e | El Ouazzani (12e), Courtet (45e)                                                              |
| Ligue 2     | 35      | 13 mai 2023       | FC Sochaux-Montbéliard      | 0-1          | EA Guingamp                 | 9e  | Guillaume (61e)                                                                               |
| Ligue 2     | 36      | 20 mai 2023       | EA Guingamp                 | 1-1          | FC Metz                     | 10e | Courtet (60e)                                                                                 |
| Ligue 2     | 37      | 26 mai 2023       | EA Guingamp                 | 2-0          | Chamois niortais FC         | 7e  | Courtet (31e, 90e+4)                                                                          |
| Ligue 2     | 38      | 2 juin 2023       | Grenoble Foot 38            | 0-2          | EA Guingamp                 | 6e  | El Ouazzani (11e), Maubleu (54e csc)                                                          |

#### Statistiques individuelles
| N° | Nat | Nom         | Championnat | Championnat | Championnat | Championnat    | Championnat | Championnat  | Coupe de France | Coupe de France | Coupe de France | Coupe de France | Coupe de France | Coupe de France | Total   | Total | Total       | Total          | Total  | Total        |
| N° | Nat | Nom         | MJ          | Mns         | But inscrit | Passe décisive | Averti      | Carton rouge | MJ              | Mns             | But inscrit     | Passe décisive  | Averti          | Carton rouge    | MJ      | Mns   | But inscrit | Passe décisive | Averti | Carton rouge |
| -- | --- | ----------- | ----------- | ----------- | ----------- | -------------- | ----------- | ------------ | --------------- | --------------- | --------------- | --------------- | --------------- | --------------- | ------- | ----- | ----------- | -------------- | ------ | ------------ |
| 2  |     | Roux        | 27 (27)     | 2371        | 0           | 0              | 4           | 0            | 2 (1)           | 117             | 0               | 0               | 0               | 0               | 28 (27) | 2406  | 0           | 0              | 4      | 0            |
| 3  |     | Vitelli     | 3 (3)       | 270         | 0           | 0              | 1           | 0            | 1 (1)           | 90              | 0               | 0               | 0               | 0               | 4 (4)   | 360   | 0           | 0              | 1      | 0            |
| 4  |     | Louiserre   | 34 (33)     | 2713        | 1           | 1              | 5           | 0            | 1 (1)           | 90              | 1               | 0               | 1               | 0               | 35 (34) | 2803  | 2           | 1              | 6      | 0            |
| 5  |     | Camara      | 2 (1)       | 112         | 0           | 0              | 0           | 0            | 2 (2)           | 153             | 0               | 0               | 0               | 0               | 4 (3)   | 265   | 0           | 0              | 0      | 0            |
| 6  |     | Muyumba     | 35 (30)     | 2651        | 0           | 2              | 7           | 0            | 0 (0)           | 0               | 0               | 0               | 0               | 0               | 35 (30) | 2651  | 0           | 2              | 7      | 0            |
| 7  |     | Gomis       | 22 (20)     | 1886        | 1           | 0              | 2           | 0            | 0 (0)           | 0               | 0               | 0               | 0               | 0               | 22 (20) | 1886  | 1           | 0              | 2      | 0            |
| 8  |     | Diarra      | 11 (4)      | 363         | 0           | 0              | 4           | 1            | 1 (1)           | 90              | 0               | 0               | 0               | 0               | 12 (5)  | 453   | 0           | 0              | 4      | 1            |
| 9  |     | El Ouazzani | 23 (17)     | 1528        | 7           | 2              | 0           | 0            | 0 (0)           | 0               | 0               | 0               | 0               | 0               | 23 (17) | 1528  | 7           | 2              | 0      | 0            |
| 10 |     | Merghem     | 12 (5)      | 519         | 1           | 0              | 1           | 0            | 0 (0)           | 0               | 0               | 0               | 0               | 0               | 12 (5)  | 519   | 1           | 0              | 1      | 0            |
| 11 |     | Quemper     | 22 (20)     | 1646        | 1           | 1              | 6           | 0            | 2 (2)           | 162             | 0               | 0               | 0               | 0               | 24 (22) | 1808  | 1           | 1              | 6      | 0            |
| 12 |     | Tchimbembé  | 21 (6)      | 445         | 1           | 1              | 1           | 0            | 2 (2)           | 162             | 0               | 0               | 0               | 0               | 23 (8)  | 607   | 1           | 1              | 1      | 0            |
| 15 |     | Manceau     | 25 (17)     | 1675        | 0           | 2              | 1           | 0            | 1 (1)           | 90              | 0               | 0               | 0               | 0               | 26 (18) | 1764  | 0           | 2              | 1      | 0            |
| 16 |     | Basilio     | 36 (36)     | 3201        | 0           | 0              | 0           | 1            | 0 (0)           | 0               | 0               | 0               | 0               | 0               | 36 (36) | 3201  | 0           | 0              | 0      | 1            |
| 17 |     | Le Normand  | 4 (0)       | 26          | 0           | 0              | 0           | 0            | 0 (0)           | 0               | 0               | 0               | 0               | 0               | 4 (0)   | 26    | 0           | 0              | 0      | 0            |
| 17 |     | Siwe        | 11 (0)      | 115         | 1           | 0              | 0           | 0            | 0 (0)           | 0               | 0               | 0               | 0               | 0               | 11 (0)  | 115   | 1           | 0              | 0      | 0            |
| 18 |     | Courtet     | 35 (19)     | 1853        | 10          | 1              | 3           | 0            | 2 (2)           | 163             | 1               | 1               | 2               | 0               | 37 (21) | 2016  | 11          | 2              | 5      | 0            |
| 19 |     | Eboa Eboa   | 9 (8)       | 606         | 0           | 0              | 0           | 0            | 0 (0)           | 0               | 0               | 0               | 0               | 0               | 9 (8)   | 606   | 0           | 0              | 0      | 0            |
| 20 |     | Cathline    | 5 (2)       | 256         | 0           | 0              | 1           | 0            | 0 (0)           | 0               | 0               | 0               | 0               | 0               | 5 (2)   | 256   | 0           | 0              | 1      | 0            |
| 20 |     | Picard      | 22 (11)     | 777         | 2           | 1              | 1           | 0            | 2 (2)           | 163             | 0               | 0               | 0               | 0               | 24 (13) | 1140  | 2           | 1              | 1      | 0            |
| 21 |     | Guillaume   | 34 (25)     | 2366        | 6           | 4              | 1           | 0            | 2 (1)           | 97              | 2               | 0               | 0               | 0               | 36 (26) | 2463  | 8           | 4              | 1      | 0            |
| 22 |     | Baaloudj    | 9 (0)       | 84          | 0           | 0              | 0           | 0            | 2 (0)           | 13              | 0               | 0               | 0               | 0               | 11 (0)  | 97    | 0           | 0              | 0      | 0            |
| 22 |     | Mbe Soh     | 14 (14)     | 1197        | 1           | 0              | 0           | 0            | 0 (0)           | 0               | 0               | 0               | 0               | 0               | 14 (14) | 1197  | 1           | 0              | 0      | 0            |
| 23 |     | Luvambo     | 10 (6)      | 527         | 1           | 2              | 0           | 0            | 1 (1)           | 90              | 0               | 0               | 0               | 0               | 11 (7)  | 617   | 1           | 2              | 0      | 0            |
| 24 |     | Lemonnier   | 4 (4)       | 312         | 1           | 0              | 0           | 0            | 0 (0)           | 0               | 0               | 0               | 0               | 0               | 4 (4)   | 312   | 1           | 0              | 0      | 0            |
| 25 |     | Gaudin      | 29 (19)     | 1771        | 2           | 3              | 6           | 0            | 2 (0)           | 35              | 0               | 0               | 1               | 0               | 31 (19) | 1806  | 2           | 3              | 7      | 0            |
| 26 |     | Riou        | 19 (15)     | 1407        | 0           | 0              | 1           | 0            | 0 (0)           | 0               | 0               | 0               | 0               | 0               | 19 (15) | 1407  | 0           | 0              | 1      | 0            |
| 27 |     | Sivis       | 22 (21)     | 1870        | 1           | 0              | 6           | 0            | 1 (1)           | 45              | 0               | 0               | 0               | 0               | 23 (22) | 1915  | 1           | 0              | 6      | 0            |
| 28 |     | Barthelmé   | 29 (14)     | 1142        | 2           | 3              | 3           | 0            | 2 (1)           | 132             | 0               | 1               | 0               | 0               | 31 (15) | 1274  | 2           | 4              | 3      | 0            |
| 29 |     | Livolant    | 38 (37)     | 3226        | 9           | 10             | 4           | 0            | 2 (1)           | 108             | 0               | 1               | 0               | 0               | 40 (38) | 3334  | 9           | 11             | 4      | 0            |
| 30 |     | Youfeigane  | 3 (2)       | 218         | 0           | 0              | 0           | 0            | 2 (2)           | 180             | 0               | 0               | 0               | 0               | 5 (4)   | 398   | 0           | 0              | 0      | 0            |
| 36 |     | Kiankaulua  | 4 (0)       | 51          | 0           | 0              | 1           | 0            | 0 (0)           | 0               | 0               | 0               | 0               | 0               | 4 (0)   | 51    | 0           | 0              | 1      | 0            |

#### Statistiques des buteurs
|       | Buteur             | Ligue 2 | Coupe de France | Total | Min  | MJ |
| ----- | ------------------ | ------- | --------------- | ----- | ---- | -- |
| TOTAL | TOTAL              | 51      | 4               | 54    | 3600 | 40 |
| 1     | Gaëtan Courtet     | 10      | 1               | 11    | 2016 | 37 |
| 2     | Jérémy Livolant    | 9       | 0               | 9     | 3334 | 40 |
| 3     | Baptiste Guillaume | 6       | 2               | 8     | 2463 | 36 |
| 4     | Amine El Ouazzani  | 7       | 0               | 7     | 1528 | 23 |
| 5     | Hugo Picard        | 2       | 0               | 2     | 1140 | 24 |
| 6     | Maxime Barthelmé   | 2       | 0               | 2     | 1274 | 31 |
| 7     | Jules Gaudin       | 2       | 0               | 2     | 1806 | 31 |
| 8     | Dylan Louiserre    | 1       | 1               | 2     | 2803 | 35 |
| 9     | Jacques Siwe       | 1       | 0               | 1     | 115  | 11 |
| 10    | Pierre Lemonnier   | 1       | 0               | 1     | 312  | 4  |
| 11    | Mehdi Merghem      | 1       | 0               | 1     | 519  | 12 |
| 12    | Warren Tchimbembé  | 1       | 0               | 1     | 607  | 23 |
| 13    | Taylor Luvambo     | 1       | 0               | 1     | 617  | 11 |
| 14    | Loïc Mbe Soh       | 1       | 0               | 1     | 1197 | 14 |
| 15    | Stephen Quemper    | 1       | 0               | 1     | 1808 | 33 |
| 16    | Donatien Gomis     | 1       | 0               | 1     | 1886 | 22 |
| 17    | Maxime Sivis       | 1       | 0               | 1     | 1915 | 22 |

#### Statistiques des passeurs décisifs
|       | Passeur            | Ligue 2 | Coupe de France | Total | Min  | MJ |
| ----- | ------------------ | ------- | --------------- | ----- | ---- | -- |
| TOTAL | TOTAL              | 33      | 3               | 36    | 3600 | 40 |
| 1     | Jérémy Livolant    | 10      | 1               | 11    | 3334 | 40 |
| 2     | Maxime Barthelmé   | 3       | 1               | 4     | 1274 | 31 |
| 3     | Baptiste Guillaume | 4       | 0               | 4     | 2463 | 36 |
| 4     | Jules Gaudin       | 3       | 0               | 3     | 1806 | 31 |
| 5     | Taylor Luvambo     | 2       | 0               | 2     | 617  | 11 |
| 6     | Amine El Ouazzani  | 2       | 0               | 2     | 1528 | 23 |
| 7     | Vincent Manceau    | 2       | 0               | 2     | 1675 | 25 |
| 8     | Gaëtan Courtet     | 1       | 1               | 2     | 2016 | 37 |
| 9     | Tristan Muyumba    | 2       | 0               | 2     | 2651 | 35 |
| 10    | Warren Tchimbembé  | 1       | 0               | 1     | 607  | 23 |
| 11    | Hugo Picard        | 1       | 0               | 1     | 1140 | 24 |
| 12    | Stephen Quemper    | 1       | 0               | 1     | 1808 | 24 |
| 13    | Dylan Louiserre    | 1       | 0               | 1     | 2803 | 35 |

## Récompenses de la saison
- Meilleur joueur de la journée de Ligue 2 :
  -  Jules Gaudin : 1re journée[30]
- Meilleur joueur du mois en Ligue 2 :
  -  Jérémy Livolant : septembre 2022[31]